# Carl Conti
Carl Conti, auch Karl Conti (* 17. April 1741 in Wien; † 26. Oktober 1795 ebenda), war ein österreichischer Kupferstecher.

## Leben
Carl Contis Vater stammte aus Lothringen, kam vermutlich mit dem Hofstaat Franz Stephans von Lothringen nach Wien und arbeitete am kaiserlichen Hof als erster Zuckerbäcker. Conti machte zunächst eine Ausbildung als Maler, bevor er ab 1766 bei Jacob Matthias Schmutzer an dessen Kupferstecherakademie in Wien studierte. 
Er arbeitete von 1778 bis 1786 als Korrektor und von 1787 bis 1795 als Adjunkt an der Kupferstecherschule der Akademie der bildenden Künste Wien. Er unterrichtete auch Zeichnen an der Akademie. Weite Verbreitung fand sein Joseph von Sperges gewidmeter Kupferstich nach dem Gemälde Überfall auf Reisende des Barockmalers Philips Wouwerman. Er schuf zudem um 1790 mehrere Radierungen mit den oberösterreichischen Motiven Gmunden, Lambach und Traunfall.
Conti heiratete 1780 die Wienerin Theresia Ueberracker (1762–1835). Ihn überlebten neben seiner Frau drei seiner Kinder.
Der Dichter Gotthold Ephraim Lessing war ein Zeitgenosse Carl Contis und möglicherweise benannte er die Figur des Malers Conti in seinem Trauerspiel Emilia Galotti nach ihm. Definitiv nach Carl Conti benannt ist seit 1934 der Verkehrsweg Contiweg in Wien-Aspern.